# خز أمريكي
خَزّ أمريكي (الاسم العلمي:Martes americana) (بالإنجليزية: American Marten)‏ هو نوع من الثدييات يتبع جنس الخز من فصيلة العرسيات.